# Kronozkoje-See

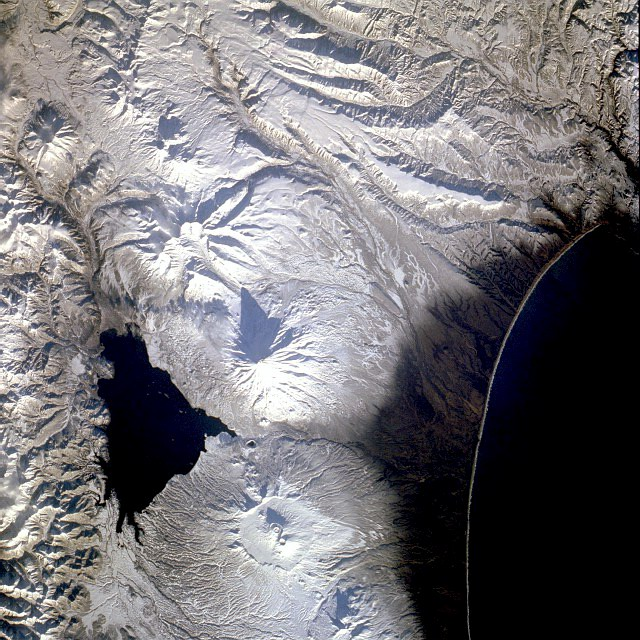
Blick vom Weltraum auf den See

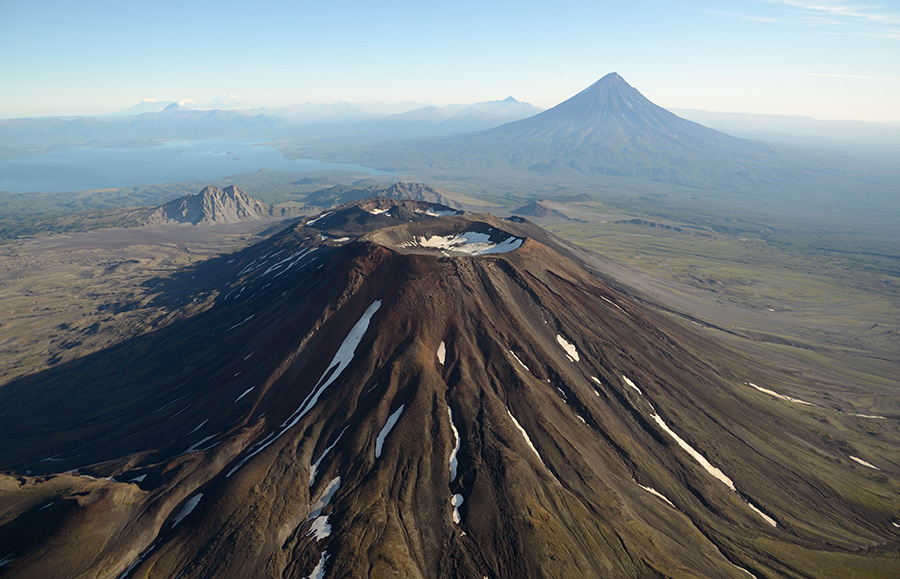
Blick nach Norden: Krascheninnikow im Vordergrund, dahinter Kronozkaja Sopka, links im Hintergrund der Kronozkoje-See

Der Kronozkoje-See (russisch Кроноцкое озеро) liegt auf der Halbinsel Kamtschatka im äußersten Osten Russlands.

## Lage
Der Kronozkoje-See ist mit einer Fläche von 245 km² der größte Süßwasser-See auf Kamtschatka. Der See liegt auf einer Höhe von etwa 372 m und ist 32 km von der Ostküste von Kamtschatka entfernt. Der Fluss Kronozkaja entwässert den See nach Südosten zum Pazifischen Ozean und verläuft dabei zwischen den Vulkankegeln von Kronozkaja Sopka (3527 m) im Norden und Krascheninnikow (1856 m) im Süden. Die wichtigsten Zuflüsse des Sees sind Listwennitschnaja, Uson und Unana. Die maximale Wassertiefe beträgt 136 m, die mittlere Wassertiefe 58 m. Die Längsausdehnung des annähernd dreiecksförmigen Sees liegt bei 25 km, die maximale Breite bei 16 km. Der Kronozkoje-See befindet sich 210 km nordnordöstlich der Stadt Petropawlowsk-Kamtschatski innerhalb des Kronozki-Naturreservats.

## Seefauna
Der See ist ein wichtiges Laichgewässer des Rotlachses. Es kommen noch weitere Salmoniden vor, darunter Salvelinus albus, Salvelinus kronocius und Salvelinus schmidti.